# 49. ceremonia wręczenia nagród Grammy
49. ceremonia wręczenia nagród Grammy, prestiżowych amerykańskich nagród muzycznych wręczanych przez Narodową Akademię Sztuki i Techniki Rejestracji odbyła się w niedzielę, 11 lutego 2007 roku.

## Nagrody

### Obszar generalny
Lista składa się ze wszystkich nominowanych, a zwycięzcy zostaną pogrubieni.

#### Nagranie roku
- "Not Ready to Make Nice" – Dixie Chicks
- "Be Without You" – Mary J. Blige
- "You’re Beautiful" – James Blunt
- "Crazy" – Gnarls Barkley
- "Put Your Records On" – Corinne Bailey Rae

#### Album roku
- "Taking the Long Way" – Dixie Chicks
- St. Elsewhere – Gnarls Barkley
- Continuum – John Mayer
- Stadium Arcadium – Red Hot Chili Peppers
- FutureSex/LoveSounds – Justin Timberlake

#### Piosenka roku
- "Not Ready to Make Nice" – Dixie Chicks (Autorzy: Martie Maguire, Natalie Maines, Emily Robison & Dan Wilson)
- "Be Without You" – Mary J. Blige (Autorzy: Johntá Austin, Mary J. Blige, Bryan-Michael Cox & Jason Perry)
- "Jesus, Take The Wheel" – Carrie Underwood (Autorzy: Brett James, Hillary Lindsey & Gordie Sampson)
- "Put Your Records On" – Corinne Bailey Rae (Autorzy: John Beck, Steve Chrisanthou & Corinne Bailey Rae)
- "You’re Beautiful" – James Blunt (Autorzy: James Blunt, Amanda Ghost & Sacha Skarbek)

#### Najlepszy nowy artysta
- Carrie Underwood
- Chris Brown
- Corinne Bailey Rae
- Imogen Heap
- James Blunt

### Pop

#### Najlepszy występ pop solowy kobiecy
- "Ain’t No Other Man" – Christina Aguilera

#### Najlepszy występ pop solowy męski
- "Waiting On The World To Change" – John Mayer

#### Najlepsza popowa kolaboracja
- "For Once in My Life" – Tony Bennett & Stevie Wonder

#### Najlepszy album popowy
- Continuum – John Mayer

### Rock

#### Najlepsza piosenka rockowa
- "Dani California" – Red Hot Chili Peppers

#### Najlepszy album rockowy
- Stadium Arcadium – Red Hot Chili Peppers

#### Najlepszy występ rockowy
- "Someday Baby" – Bob Dylan

#### Najlepszy występ rockowy w duecie lub w zespole
- "Dani California" – Red Hot Chili Peppers

#### Najlepszy występ metalowy
- "Eyes of the Insane" – Slayer

### Muzyka alternatywna

#### Najlepszy album alternatywny
- St. Elsewhere – Gnarls Barkley
- Whatever People Say I Am, That’s What I’m Not – Arctic Monkeys
- At War with the Mystics – The Flaming Lips
- Show Your Bones – Yeah Yeah Yeahs
- The Eraser – Thom Yorke

### R&B

#### Najlepsza piosenka R&B
- "Be Without You" – Mary J. Blige
- "Black Sweat"  – Prince
- "Déjà Vu" – Beyoncé & Jay-Z
- "Don't Forget About Us" – Mariah Carey
- "I Am Not My Hair" – India.Arie

#### Najlepszy album R&B
- The Breakthrough – Mary J. Blige
- Unpredictable – Jamie Foxx
- Testimony: Vol. 1, Life & Relationship – India.Arie
- 3121 – Prince
- Coming Home – Lionel Richie

#### Najlepszy występ R&B kobiecy
- "Be Without You" – Mary J. Blige
- "Don't Forget About Us" – Mariah Carey
- "Ring the Alarm" – Beyoncé
- "Day Dreaming" – Natalie Cole
- "I Am Not My Hair" – India.Arie

#### Najlepszy występ R&B męski
- "Heaven" – John Legend
- "Black Sweat" – Prince
- "Got You Home" – Luther Vandross
- "So Sick" – Ne-Yo
- "I Call It Love" – Lionel Richie

#### Najlepszy występ R&B w duecie lub w zespole
- "Family Affair" – Sly and the Family Stone, John Legend, Joss Stone & Van Hunt
- "Breezin'" – George Benson & Al Jarreau
- "Love Changes" – Jamie Foxx & Mary J. Blige
- "Everyday (Family Reunion)" – Chaka Khan, Gerald Levert, Yolanda Adams & Carl Thomas
- "Beautiful, Loved And Blessed" – Prince & Támar

#### Najlepszy występ tradycyjnego R&B
- "God Bless the Child" – George Benson, Al Jarreau & Jill Scott
- "Christmas Time Is Here" – Anita Baker
- "I Found My Everything" – Mary J. Blige & Raphael Saadiq
- "You Are So Beautiful" – Sam Moore Featuring Billy Preston, Zucchero, Eric Clapton & Robert Randolph
- "How Sweet It Is (To Be Loved by You)" – The Temptations

### Rap

#### Najlepszy album hip-hopowy
- Release Therapy – Ludacris
- Lupe Fiasco’s Food & Liquor – Lupe Fiasco
- In My Mind – Pharrell
- Game Theory – The Roots
- King – T.I.

#### Najlepsza Współpraca Rapowa/Śpiewana
- "My Love" – Justin Timberlake featuring T.I.
- "Smack That"  – Akon featuring Eminem
- "Déjà Vu"  – Beyoncé featuring Jay-Z
- "Shake That"  – Eminem featuring Nate Dogg
- "Unpredictable"  – Jamie Foxx featuring Ludacris

#### Najlepszy występ hip-hopowy
- "What You Know" – T.I.
- "Touch It" – Busta Rhymes
- "We Run This" – Missy Elliott
- "Kick, Push" – Lupe Fiasco
- "Undeniable" – Mos Def

### Country

#### Najlepszy album country
- Taking the Long Way – Dixie Chicks

#### Najlepsza piosenka country
- "Jesus, Take The Wheel" – Carrie Underwood)

### New Age

#### Najlepszy album New Age
- Amarantine – Enya

### Jazz

#### Najlepszy jazzowy występ wokalny
- Turned To Blue – Nancy Wilson

#### Najlepszy jazzowy występ instrumentalny
- "Some Skunk Funk" – Michael Brecker

#### Najlepszy jazzowy występ instrumentalny, indywidualny lub w zespole
- The Ultimate Adventure – Chick Corea

### Gospel

#### Najlepszy występ
- "Victory" – Yolanda Adams

#### Najlepszy album Contemporary soul gospel
- Hero – Kirk Franklin

### Muzyka latynoamerykańska

#### Najlepszy występ pop latino
- Adentro – Ricardo Arjona

#### Najlepszy występ rock/alternatywa latino
- Amar es combatir – Maná

### Reggae

#### Najlepszy album muzyki reggae
- Love Is My Religion – Ziggy Marley

### Dzieci

#### Najlepszy album dziecięcy
- Catch That Train! – Dan Zanes and Friends

#### Najlepszy album ze słowami dla dzieci
- Blah Blah Blah: Stories About Clams, Swamp Monsters, Pirates & Dogs – Bill Harley